# Palavra vazia
Na computação, uma palavra vazia (ou stop word, em inglês) é uma palavra que é removida antes ou após o processamento de um texto em linguagem natural.  Não existe uma lista universal de palavras vazias usadas por todas as ferramentas de processamento de linguagem natural e nem todas ferramentas fazem uso de uma lista dessas palavras.  Algumas ferramentas, inclusive, evitam remover as chamadas "palavras vazias" para dar suporte à busca de sentenças.
Qualquer grupo de palavras pode ser escolhido como grupo de "palavras vazias" de acordo com o objetivo do processamento.  Para alguns motores de busca, são selecionadas como palavras vazias as palavras mais comuns da língua e palavras funcionais, como o, a, em e no.  Embora a utilização de palavras vazias possa simplificar a análise do texto, o uso delas pode causar problemas por impedir a distinção de nomes que fazem uso delas para formar alguma entidade representativa do discurso, como em 'O Teatro Mágico', 'A Bela e a Fera' e 'Firefox OS'.  Outros motores de busca removem as palavras mais comuns da busca com o intuito de melhorar o desempenho das buscas.